# Extra 300

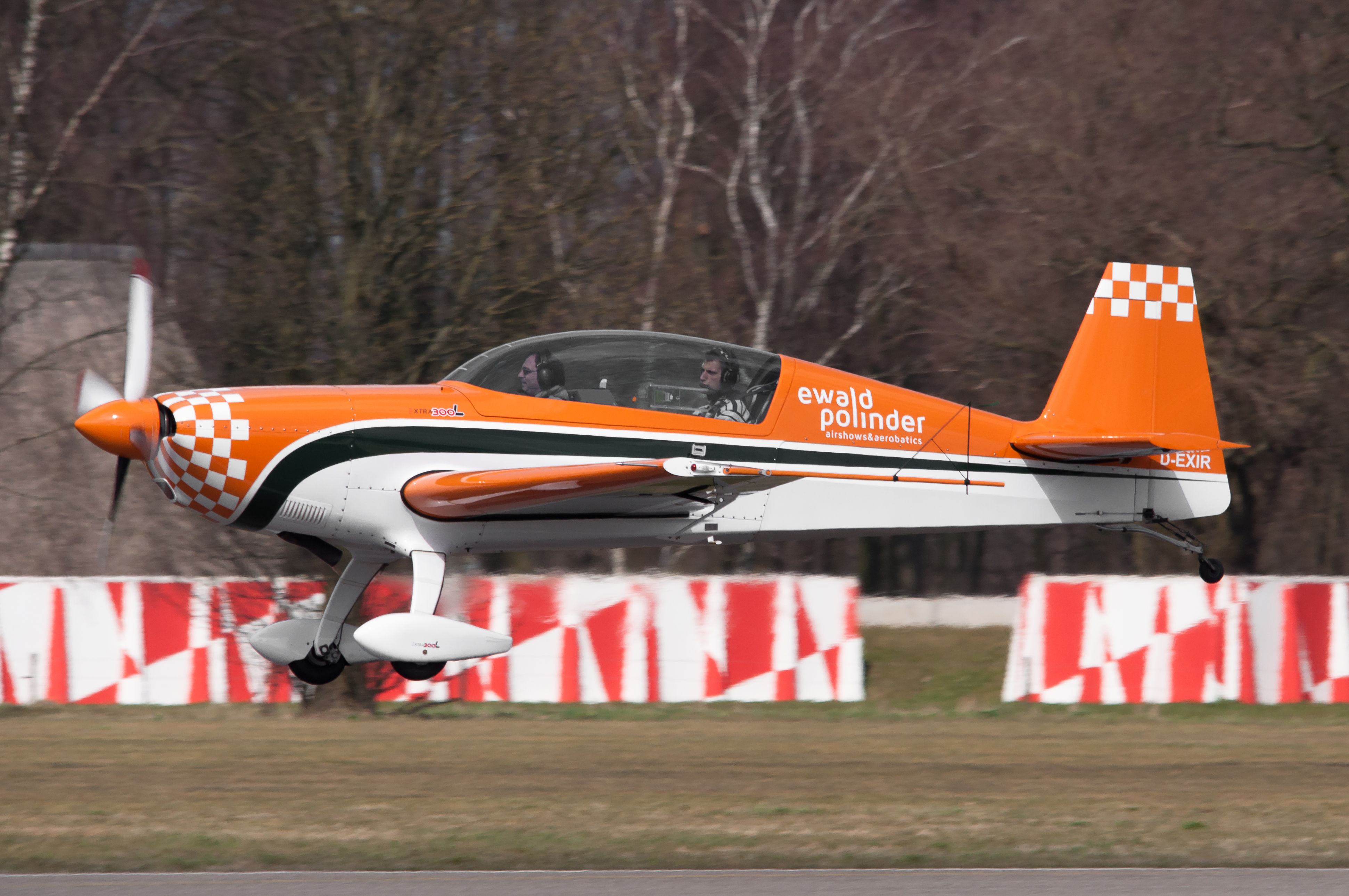
Extra 300L

Die Extra 300 ist ein Sport- und Kunstflugzeug. Es wurde vom ehemaligen Kunstflugpiloten Walter Extra als Hochleistungsflugzeug für den Wettbewerbskunstflug entwickelt und ist eines der wenigen Flugzeuge, die heute in der Kunstflugkategorie Unlimited konkurrenzfähig sind. Gebaut wird es von der Extra Flugzeugproduktions- und Vertriebs GmbH am Verkehrslandeplatz Dinslaken/Schwarze Heide in Hünxe.

## Geschichte
Die Extra 300 wurde 1988 vorgestellt und wird seitdem in vielen verschiedenen Ausführungen hergestellt. Der Hauptunterschied zu ihren Vorgängern Extra 230 bzw. Extra 260 sind die aus Faserverbundwerkstoffen statt aus Holz gebauten Tragflächen und der stärkere Lycoming-AEIO-540-Motor. Der Erstflug der Maschine mit dem Kennzeichen D-EAEW mit Walter Extra an Bord war am 6. Mai 1988 und Anfang 1991 erhielt die Maschine ihre Musterzulassung. Die ursprüngliche Version Extra 300 ist ein zweisitziger Mitteldecker mit symmetrischem Flächenprofil und null Grad Einstellwinkel. Durch das symmetrische Flügelprofil zeigt das Flugzeug sowohl in Normal- als auch in Rückenlage neutrales Flugverhalten.
Im Jahr 2012 dienten die zwei Extras der Flying Bulls als Schleppmaschinen für den Stunt «Akte Blanix 3».
Die Extra 330LE (Luftfahrzeugkennzeichen D-EPWR) ist eine von Siemens mit einem elektrischen Antrieb (Masse etwa 50 kg bei einer Leistung von 260 kW) ausgerüstete Variante, die am 4. Juli 2016 auf dem Flugplatz Dinslaken/Schwarze Heide bei Bottrop-Kirchhellen zu ihrem Erstflug startete. Damit flog zum ersten Mal ein nach der Bauvorschrift CS-23 ausgelegtes Flugzeug mit einem rein elektrischen Antrieb. Das Antriebssystem entwickelte Siemens mit Förderung des Bundesministeriums für Wirtschaft und Energie (BMWi) im Rahmen des Deutschen Luftfahrtforschungsprogramms LuFo. Die Extra 330LE entstand in Zusammenarbeit von Siemens, Extra Aircraft, MT-Propeller und der slowenischen Pipistrel (Batterie).

## Varianten

### 300S

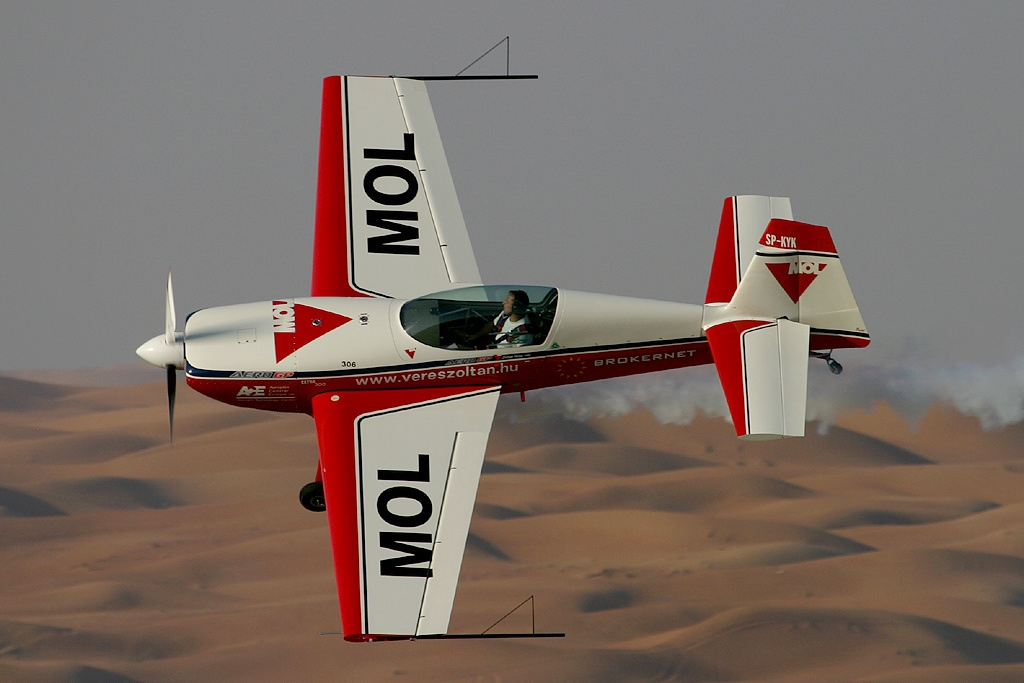
Extra 300S

- Einsitzige Ausführung mit kürzerer Spannweite, Erstflug am 5. März 1992

### 300SC
- Eine weiter auf Kunstflug optimierte Variante

### 330SC
- Variante der 300SC mit 242 kW starkem Textron-Lycoming AEIO-580-EXP. Seit 2008.

### 300SR
Für das Red-Bull-Air-Race entwickelte Version mit angepasstem asymmetrischen Flügelprofil mit erhöhtem Auftrieb und dadurch einem engeren Kurvenradius.

### 300L / LP / LC

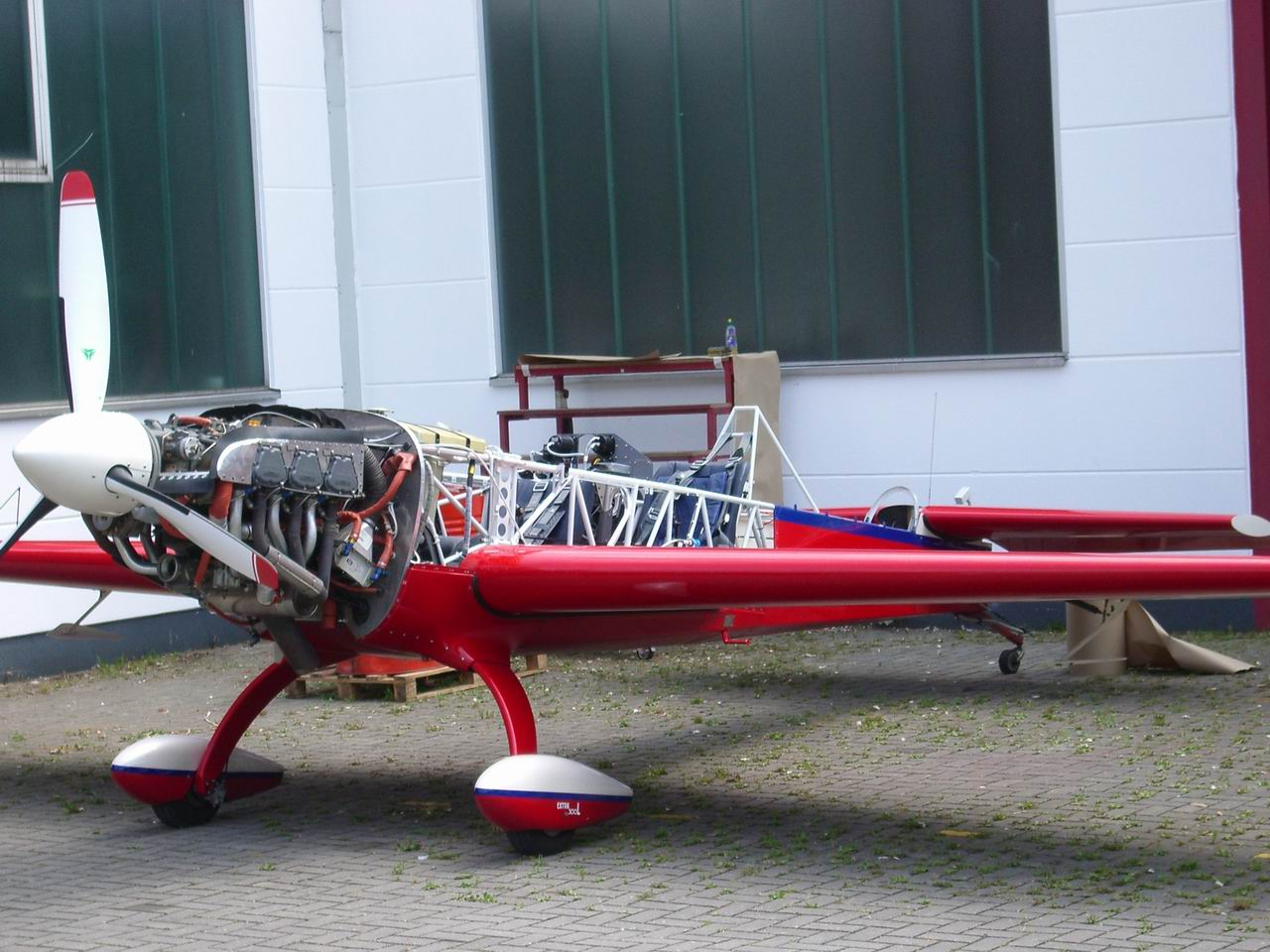
Stahlrohrbauweise

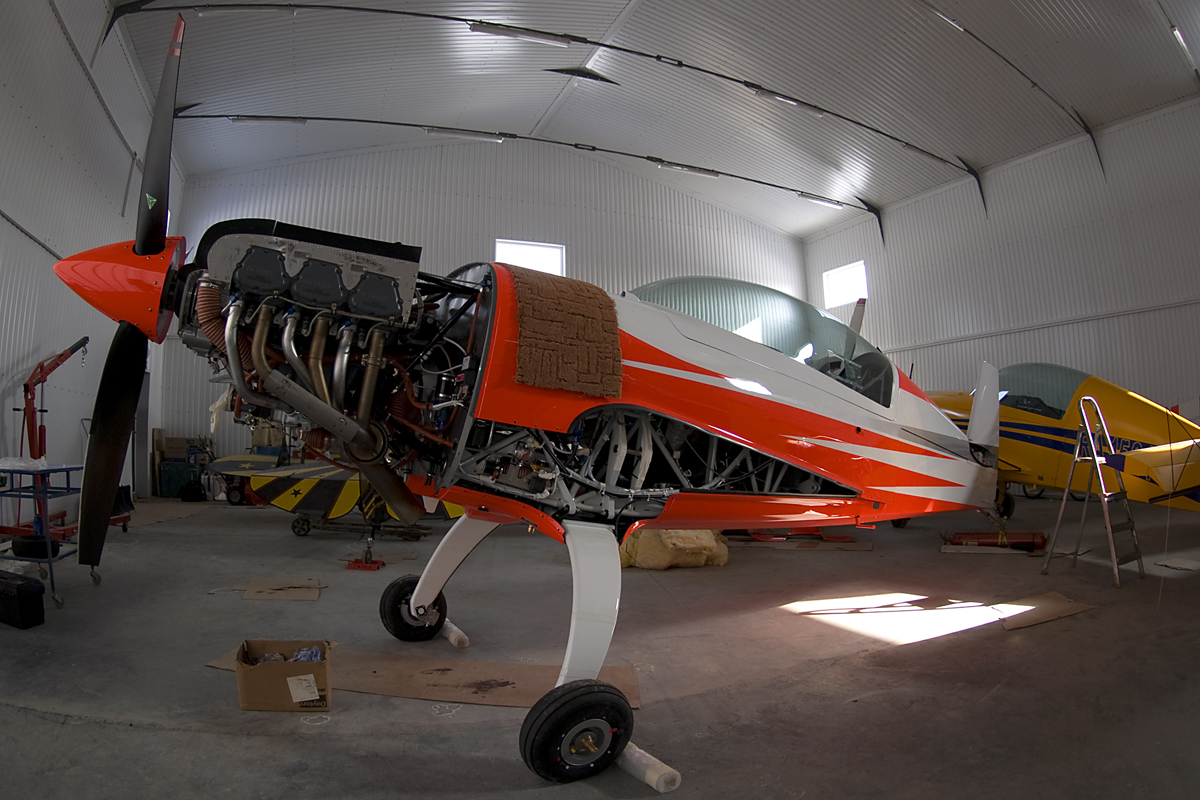

- Zweisitzer-Tiefdecker

### 300/L
- Variante der 300L mit 242 kW (329 PS) starkem Textron-Lycoming AEIO-580-EXP. Seit 2008.

### 200
- Ab 1996 vorgestellte Version mit 147 kW (200 PS) starkem Motor.[4]

## Nutzer

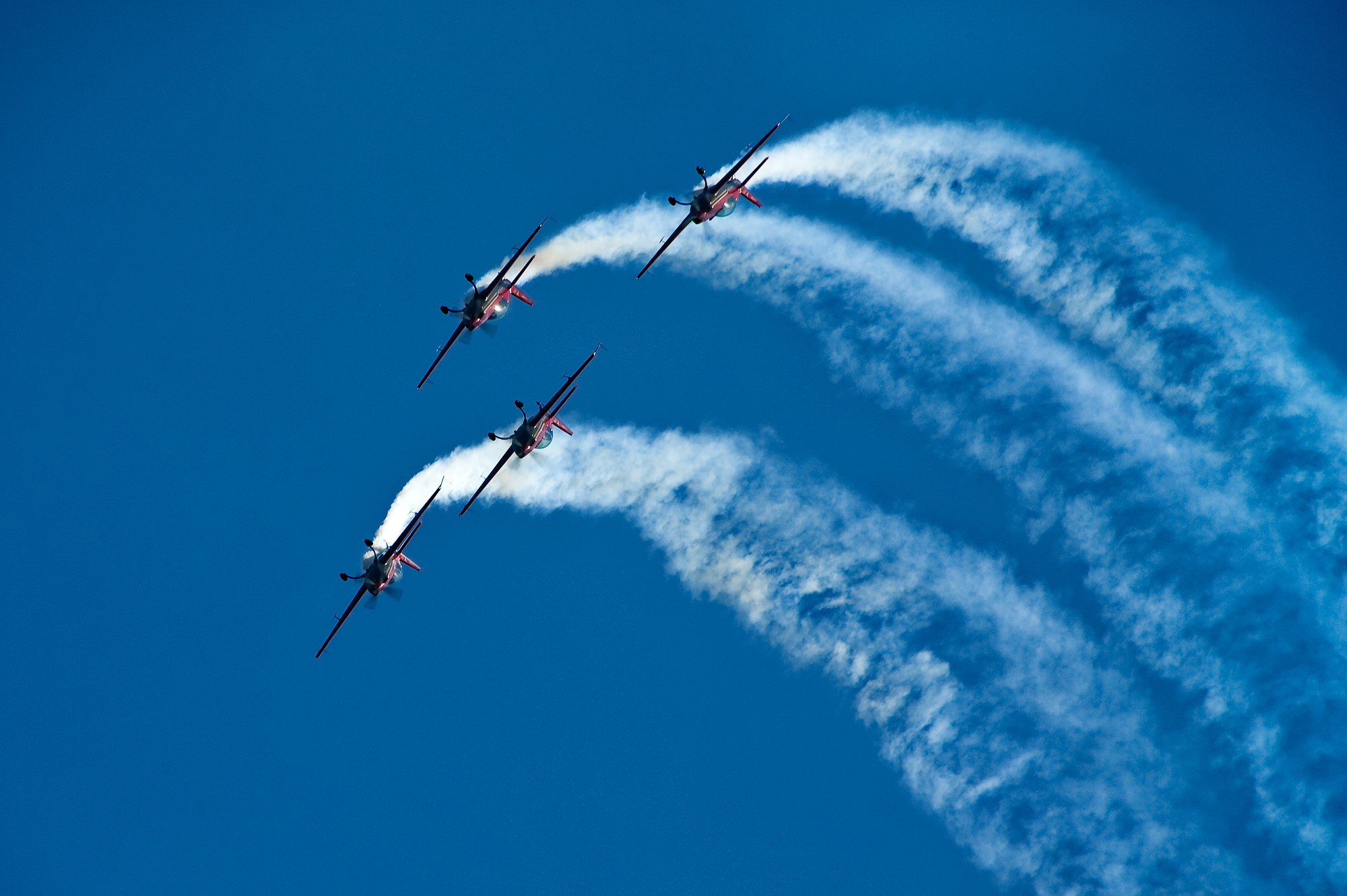
Royal Jordanian Falcons

Mit den Extra 300 fliegen Sportpiloten und Kunstflugstaffeln.
- The Blades, ein britisches Kunstflugteam, verwenden Extra 300LP und 330SC.[5]
- Die Royal Jordanian Falcons fliegen fünf Extra 300L.[6]
- The Flying Bulls verfügen über zwei (2) Extra 330LX (OE-ARN und OE-ARO)[7]

## Flugunfälle

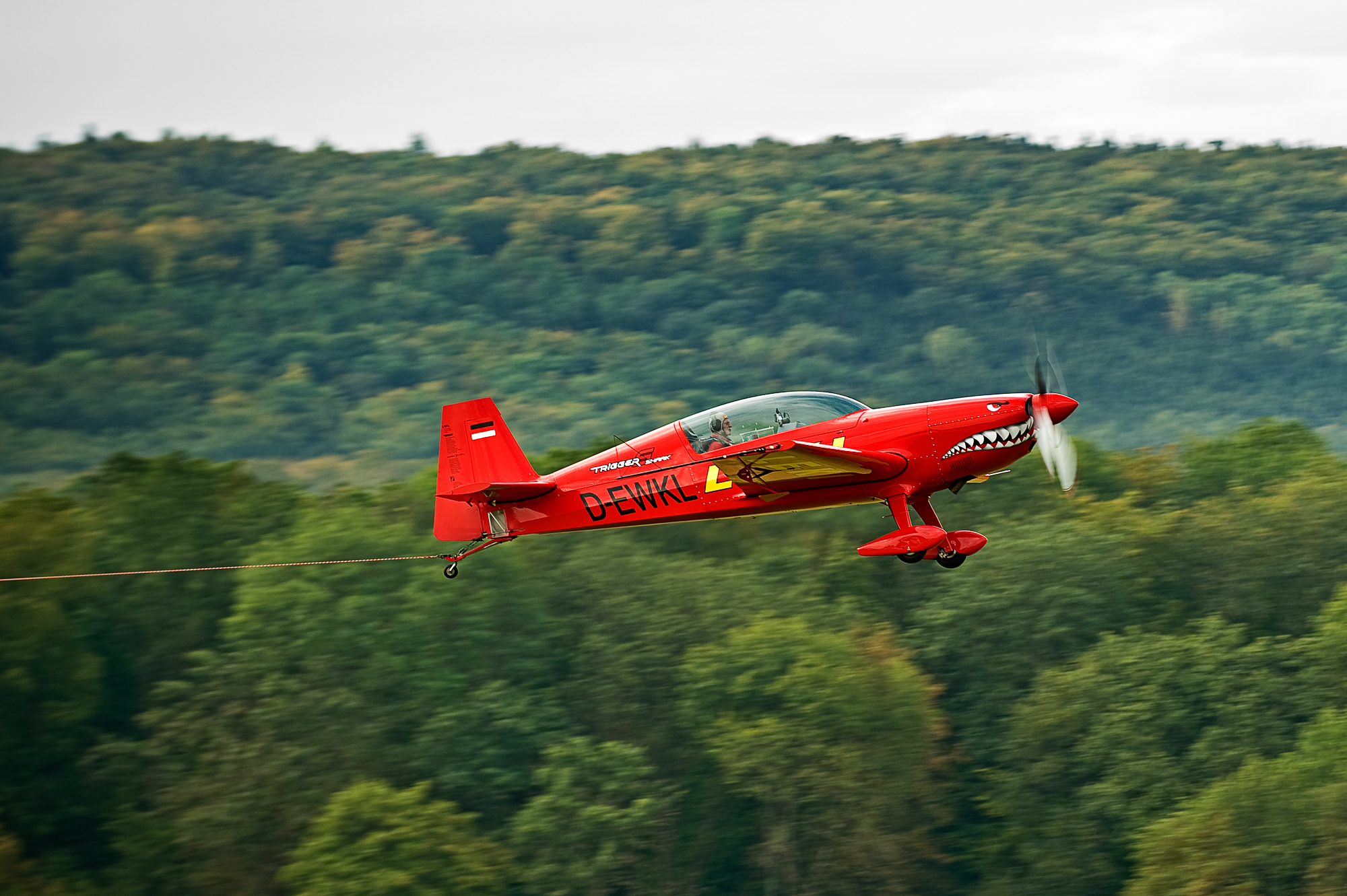
Klaus Lenhart im Schleppeinsatz für ein Segelflugzeug, September 2011

Der deutsche Unternehmer Klaus Lenhart starb am 30. April 2012 beim Absturz seiner Extra 300L D-EWKL.

## Technische Daten
| Kenngröße              | Extra 300 | Extra 300L                                                    | Extra 300/LC                                                                 |
| ---------------------- | --- | ------------------------------------------------------------- | ---------------------------------------------------------------------------- |
| Länge                  | 6,65 m | 6,94 m                                                        | 7,20 m                                                                       |
| Spannweite             | 7,50 m | 7,70 m                                                        | 8,0 m                                                                        |
| Höhe                   | 2,62 m | 2,62 m                                                        | 2,62 m                                                                       |
| Flügelfläche           | 10,45 m² | 10,70 m²                                                      | 10,72 m²                                                                     |
| Flügelstreckung        | 5,4 | 5,5                                                           | 6,0                                                                          |
| Leermasse              | 653 kg | 672 kg                                                        | 738 kg                                                                       |
| max. Startmasse        | 920 kg | 950 kg                                                        | 950 kg                                                                       |
| Höchstgeschwindigkeit  | 407 km/h | 424 km/h                                                      | 219 kn (ca. 410 km/h)                                                        |
| Reisegeschwindigkeit   | 314 km/h |                                                               | 138 kn (ca. 260 km/h)                                                        |
| Mindestgeschwindigkeit | 118 km/h |                                                               |                                                                              |
| Steigleistung          | 16 m/s | 16 m/s                                                        |                                                                              |
| Gipfelhöhe             | | 4875 m                                                        | 10.000 ft (ca. 3.050 m)                                                      |
| Treibstoffmenge        | Rumpftank 51 l, Tragflächentanks 2 × 60 l                                                                         | Rumpftank 51 l, Tragflächentanks 2 × 60 l                     | 221 l                                                                        |
| Reichweite             | 850 km | 768 km                                                        |                                                                              |
| min. Startstrecke      | 112 m |                                                               |                                                                              |
| Rollrate               | 380°/s |                                                               |                                                                              |
| Lastvielfache          | ±10g | ±10g                                                          |                                                                              |
| Triebwerk              | ein Lycoming AEIO-540-L                                                                                           | ein Lycoming AEIO-540                                         | ein Lycoming AEIO-580-B1A                                                    |
| Leistung               | 224 kW (305 PS) mit Schmauch-Auspuffrohr                                                                          | 224 kW                                                        | 235 kW                                                                       |
| Propeller              | Mühlbauer-Verstellpropeller, Durchmesser 2 m, Holz/Edelstahl, verstärkte Ränder (300S: 3- oder 4-Blatt-Propeller) | 3-Blatt-Verstellpropeller MTV 9-B-C/C 200-15, Verbundbauweise | 3-Blatt-Verstellpropeller MTV-9-B-C/C198-25 oder 4-Blatt MTV-14-B-C/C190-130 |

Die Daten können je nach Modell und Ausrüstung abweichen.